# كأس أوروبا لكرة السلة 2009–10
كأس أوروبا لكرة السلة 2009–10 (بالإنجليزية: 2009–10 Eurocup Basketball)‏ هو موسم من كأس أوروبا لكرة السلة. أقيم خلال الفترة 20 أكتوبر 2009 وحتى 18 أبريل 2010، وبمشاركة  40 فريقاً، وفاز فيه فالنسيا باسكت.